# Watchet
Watchet este un oraș în comitatul Somerset, regiunea South West, Anglia. Orașul se află în districtul West Somerset. 